# Viktorivka, Bahciîsarai
Viktorivka (în ucraineană Вікторівка) este un sat în comuna Aromatne din raionul Bahciîsarai, Republica Autonomă Crimeea, Ucraina.

## Demografie
Componența lingvistică a localității Viktorivka
     Tătară crimeeană (81,36%)
     Rusă (11,91%)
     Ucraineană (4,32%)
Conform recensământului din 2001, majoritatea populației localității Viktorivka era vorbitoare de tătară crimeeană (81,36%), existând în minoritate și vorbitori de rusă (11,91%) și ucraineană (4,32%).